# Sven Botman
Sven Botman (* 12. Januar 2000 in Badhoevedorp, Noord-Holland) ist ein niederländischer Fußballspieler, der seit Juli 2022 beim englischen Erstligisten Newcastle United unter Vertrag steht. Der Innenverteidiger ist seit Oktober 2019 niederländischer U21-Nationalspieler.

## Karriere

### Verein
Botman begann mit dem Fußballspielen beim lokalen Verein RKSV Pancratius in seiner Heimatstadt Badhoevedorp, Noord-Holland, bevor er im Jahr 2009 als Neunjähriger in die renommierte Jugendakademie Ajax Amsterdams wechselte. Dort spielte er in diversen Juniorenmannschaften, bevor er in der Saison 2015/16 erste Einsätze für die B-Junioren des Hauptstadtvereins sammelte. Zur Spielzeit 2017/18 wurde er in die U19 befördert, wo er sich als Stammspieler etablierte und in 22 Ligaspielen fünf Tore erzielte.
Nach der starken Saison, debütierte er am 17. August 2018 (1. Spieltag) bei der 1:2-Auswärtsniederlage gegen Roda JC Kerkrade für die Reserve in der zweitklassigen Keuken Kampioen Divisie. Auch in der zweiten Mannschaft stieg er schnell zum Stammspieler auf. Am 30. November (16. Spieltag) traf er beim 5:2-Auswärtssieg gegen Twente Enschede erstmals im Profibereich. In der Spielzeit 2018/19 bestritt er 28 Ligaspiele, in denen der Innenverteidiger zwei Treffer erzielte. Parallel dazu war er auch in sieben UEFA Youth-League-Spielen der U19 im Einsatz.
Um Spielpraxis in der höchsten niederländischen Spielklasse, der Eredivisie, sammeln zu können, wurde Botman am 27. Juli 2019 für die gesamte Saison 2019/20 an den SC Heerenveen ausgeliehen. Sein Debüt gab er am 4. August (1. Spieltag) beim 4:0-Auswärtssieg gegen Heracles Almelo. Bereits in den ersten Ligaspielen festigte er seinen Stammplatz neben dem Kosovaren Ibrahim Drešević. Sein erstes Tor erzielte er am 19. Oktober (10. Spieltag) beim 4:2-Auswärtssieg gegen AZ Alkmaar. In dieser aufgrund der COVID-19-Pandemie verkürzten Spielzeit bestritt er 26 Ligaspiele, in denen er zwei Torerfolge verbuchen konnte.
Am 31. Juli 2020 wechselte Botman zum französischen Erstligisten OSC Lille, wo er einen Vierjahresvertrag unterzeichnete. Sein Debüt bestritt er am 22. August 2020 (1. Spieltag) beim 1:1-Unentschieden gegen Stade Rennes. Botman etablierte sich rasch als unumstrittene Stammkraft unter Cheftrainer Christophe Galtier.
Nach zwei Jahren verließ der Niederländer im Sommer 2022 Lille und wechselte nach England zu Newcastle United.

### Nationalmannschaft
Botman bestritt in den Jahren 2015 und 2016 für die niederländische U15- und U16-Nationalmannschaft jeweils fünf Länderspiele. Anschließend spielte er im Herbst 2017 dreimal für die U18.
Für die U19 absolvierte er dann zehn Spiele, davon sechs Qualifikationsspiele für U19-Europameisterschaften.
Nachdem er im Oktober 2019 erstmals für die U20 gespielt hatte, debütierte er ein Jahr später in der U21-Nationalmannschaft.

## Erfolge
- Französischer Meister: 2021
- Französischer Superpokalsieger: 2021